# Oscar Moro

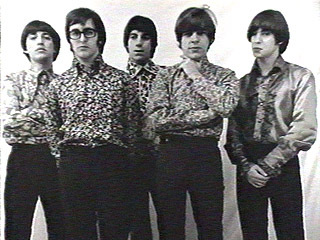
Los Gatos en 1967: De izquierda a derecha: Ciro Fogliatta (órgano), Kay Galiffi (guitarra), Oscar Moro (batería), Litto Nebbia (voz, armónica y pandereta) y Alfredo Toth (bajo). La Balsa (1967) fue su primer simple, desatando una fiebre juvenil masiva por el rock.

Oscar Moro (Rosario, 24 de enero de 1948 - Buenos Aires, 11 de julio de 2006) fue un músico y baterista de rock argentino, miembro de algunas de las bandas de rock más importantes de la historia del país, como Los Gatos, La Máquina de Hacer Pájaros, Serú Girán y Riff. Moro fue un baterista versátil, que abordó numerosos géneros y estilos. Se alejó de los escenarios en los años 1990, a causa de una frágil salud, pero dejó una impronta decisiva en el rock argentino.
El 11 de julio se conmemora en Argentina el "Día del Baterista" en su homenaje.

## Biografía

### Inicios
Moro nació en la ciudad de Rosario y vivió allí toda su juventud. Hizo estudios primarios y secundarios en las mismas escuelas que su futuro compañero de banda Litto Nebbia. Aficionado a la música desde muy joven, formó parte de varias bandas.
En Rosario, cuando tenía 13 años, Oscar conoció al guitarrista Kay Galifi, con quien luego integraría Los Gatos. Entre ambos formaron una banda llamada Los Halcones, que incluía también a un pianista de apellido Di Doménico y a un bajista llamado Alberto Walter Martínez.
Kay Galifi recuerda:

Cantaba en fiestas. También frecuentaba bailes. Fue cuando conocí a Moro, que vivía batucando en ollas de cocina ya que no tenía batería. Mientras yo tocaba la guitarra criolla, él tocaba las ollas. Después conocí un pianista, Di Doménico, y un bajista. Ahí compré una guitarra eléctrica de fabricación argentina, que era bien barata, e hicimos un grupo, Los Halcones. Era todo artesanal.

Poco después fueron convocados por el cantante Johnny Tedesco (luego famoso por integrar el Club del Clan) para tocar con él. El grupo tocaba música norteamericana, pero con letras en español y principalmente las canciones de Los Teen Tops, entre ellas la famosa “Popotitos”.
En Rosario, Moro y Kay conocieron a Litto Nebbia y Ciro Fogliatta, quienes tenían una importante banda de rock llamada The Wild Cats (nombre luego cambiado por su traducción, Los Gatos Salvajes), que ya estaba tocando en Buenos Aires. Un día de 1966, en Rosario, Kay le preguntó a Nebbia si podía unirse a su banda. En realidad, para entonces Los Gatos Salvajes se habían disuelto porque los contratos en la televisión con que se sostenían habían terminado. De todos modos, Nebbia aceptó que Kay y Moro comenzaran a ensayar con él y Ciro, informalmente.

### Los Gatos
Siguiendo a Nebbia, a comienzos de 1967 y junto con Kay comenzaron a tocar en La Cueva, un pequeño y precario club de jazz nocturno underground de Buenos Aires ubicado en Pueyrredón 1723, donde se concentraban los escasos músicos y seguidores del rock local. En marzo de 1967 se formó entonces Los Gatos con Kay como guitarrista, Litto Nebbia en primeras voces y armónica, Ciro Fogliatta en teclados y órgano, Alfredo Toth en bajo y el propio Oscar Moro en batería.
Integró el puñado de músicos roqueros que se concentraron en Buenos Aires y dieron origen al rock en castellano. Ese grupo tuvo su epicentro en el triángulo formado por un precario local musical nocturno llamado La Cueva, el Instituto Di Tella (Florida 900) y Plaza Francia. Algunos de esos grupos y músicos pre-balsa fueron: Los Gatos Salvajes (Litto Nebbia, Ciro Fogliatta), The Seasons (Carlos Mellino, Alejandro Medina), Los Beatniks (Javier Martínez, Pajarito Zaguri, Mauricio Birabent), Los In (Francis Smith), Miguel Abuelo, Tanguito, Pappo, Oscar Moro y los periodistas y poetas fundacionales del rock Pipo Lernoud y Miguel Grinberg.
Por las noches, cuando terminaban las funciones en La Cueva, los roqueros iban a amanecer a las plazas o a los bares que permanecían abiertos toda la noche.

Cuando salíamos de la Cueva, si era verano nos íbamos a una plaza, y si era invierno nos íbamos a un bar, y nos quedábamos hasta las 8 de la mañana. En esas guitarreadas yo cantaba mis canciones y Moris, Javier y Tango cantaban las suyas. Esa época fue bastante parecida a la del tango.

Entre esos bares estaba la pizzería La Perla (del Once), frente a Plaza Miserere, en la esquina sudeste de la avenida Rivadavia y Jujuy. El lugar era un punto de encuentro habitual porque estaba a la vuelta de la pensión Santa Rosa en la que vivían Kay, Ciro, Litto Nebbia y otros músicos. Allí Litto Nebbia y Tanguito compusieron "La Balsa" en el otoño de 1967.
Galifi recuerda así aquella época:

Era muy difícil. La policía acostumbraba a confundirnos con los vagabundos, sobre todo porque usábamos pelo largo. A veces dormíamos en ómnibus o en baños de cine, que allá en la Argentina se encontraban del lado de afuera. Cuando ganábamos algún dinero, dormíamos los cinco en un cuarto de hotel. Era un hotel bravo, de rascarse la noche entera. Había muchas putas y travestis... Nuestro dinero o alcanzaba para pagar el hotel o la comida. Lo que nos salvaba era que la pizza era barata.

En junio de 1967 Los Gatos grabaron dos temas de rock en español para el sello RCA (Vik): "Ayer nomás" (tema compuesto por Mauricio 'Moris' Birabent con letra de Pipo Lernoud) y "La Balsa". El 3 de julio ambos temas fueron lanzados como simple. El tema se convirtió en un éxito masivo e impensado entre la juventud, vendiendo 250.000 placas y volviéndose el tema del verano 1967/1968. El éxito desmintió la opinión, por entonces casi unánime, de que el rock debía cantarse en inglés y que el español carecía de la sonoridad adecuada y sería rechazado por el público. Con toques de psicodelia, la batería de Moro era una de las bases del sonido de la banda.
Pocos meses después Los Gatos lanzaban su primer álbum, con la mayoría de los temas de rock en español compuestos por Litto Nebbia. El primer álbum de Los Gatos estaba integrado por 11 temas, todos de Litto Nebbia, excepto uno de ellos en coautoría, "La Balsa" (con Tanguito) y otro que pertenecía a Pipo, "Ayer nomás". Encabezado por "La Balsa", el disco incluía los otros dos temas que se volvieron un éxito: "Ayer nomás" y "El rey lloró".
El éxito de ventas pronto abrió las puertas de la televisión y Los Gatos, con Litto Nebbia a la cabeza, se volvieron estrellas del rock. Poco después "La Balsa" se constituía en el tema del verano 1967/1968 y lanzaban el segundo disco homónimo y Seremos amigos para 1968.
En 1968 Los Gatos se disolvieron y Nebbia emprendió su carrera como solista. Moro viajó a los Estados Unidos junto con dos exmiembros del grupo, Ciro Fogliatta y Alfredo Toth, aunque al cabo de nueve meses los tres músicos regresaron a Buenos Aires a instancias del músico y mánager Billy Bond (con quien Moro trabajaría años después en su banda Billy Bond y La Pesada del Rock and Roll), quien reorganizó la vuelta de Los Gatos con Norberto "Pappo" Napolitano en guitarra, ya que el anterior guitarrista de la banda, Kay Galifi, se había instalado y casado en Brasil.
Los Gatos grabarían dos discos memorables más, Beat Nº 1, de 1969, y Rock de la mujer perdida, de 1970, con claras influencias psicodélicas y con un sonido a la altura de las bandas internacionales de la época, así como con la primera grabación de una composición de Moro: la instrumental "Invasión", en donde demostró su talento en una ejecución de corte psicodélico durante más de siete minutos. Disuelto definitivamente el grupo en 1970, Moro abandonó temporalmente la música para trabajar como chofer de colectivos.

### Color Humano
En 1972, Oscar Moro volvió a la música en compañía de Nebbia como parte del grupo Huinca, y poco más tarde aceptó la invitación de Edelmiro Molinari, ex Almendra, para reemplazar a David Lebón en Color Humano. Color Humano 2 y Color Humano 3 fueron un disco doble de intención experimental, cuya complejidad hizo inviable presentarlo en vivo, pero que granjeó a los músicos el aprecio de la escena musical del momento. "La sangre del sol", un largo tema de inspiración sinfónica, mostraba la madurez musical de Moro. Color Humano se disolvió en 1974, al emigrar Molinari a California durante 25 años, tras la cual Moro tocaría con León Gieco, sesionaría para el grupo Porsuigieco, y tocaría en Billy Bond y La Pesada del Rock and Roll, entre otras bandas. 

### La Máquina de Hacer Pájaros y Serú Girán
Seguidamente, Moro recibió la invitación de Charly García para tocar en La Máquina de Hacer Pájaros, el experimento sinfónico al que se abocó García tras la disolución de Sui Generis. Aventurándose con percusión de origen africano, Moro creó una sólida base para el sonido de la banda junto con el joven bajista José Luis Fernández. 
Oscar Moro también participó en 1976 de la grabación de dos temas del disco Humanos ("Humanos" y "Prórroga de la tierra") del dúo Pastoral, junto a Alejandro De Michele y Miguel Ángel Erausquin. Antes de incorporarse a Serú Girán en 1978, también participó junto a Pastoral en la presentación en vivo del disco Atrapados en el cielo.
La Máquina de Hacer Pájaros grabaría sólo dos discos, pero a su disolución continuó junto con García en el nuevo proyecto de ambos, Serú Girán, al que se sumaron David Lebón y Pedro Aznar. Sería el momento más exitoso de Moro, que —siendo el de perfil más bajo de los integrantes de la banda— vio confirmada su posición como mejor baterista de Argentina en las encuestas anuales realizadas por las revistas de rock. 

### Solista, Riff y otros proyectos
Tras el fin de Serú Girán en 1982, emprendió su único proyecto solista, un dúo con Beto Satragni llamado Moro-Satragni, donde su aspecto afro-jazz alcanzaría su mayor despliegue. En 1984 se une a la banda de Alejandro Lerner.
En 1985 volvió al lado de Pappo grabando Riff VII y Riff 'n' Roll con Riff, su último proyecto exitoso. Luego de su alejamiento de Riff, se uniría a la banda de Nito Mestre.
Luego tendría escasos momentos de brillo, sobre todo en la reunión de Serú Girán en 1992 y la de Color Humano en 1995. La última banda de Moro se llamó Revólver.
Colaboró además en discos de colegas como Litto Nebbia, Rubén Goldín y Silvina Garré, así como también en el disco de Fabiana Cantilo Sol en cinco (1995), y en 1998 con sus dos compañeros en Serú Girán Charly García y Pedro Aznar en la canción "Mundo en llamas", del disco Cuerpo y alma.

## Muerte
Oscar Moro falleció el 11 de julio de 2006 en su casa de Serrano y Cabrera, del barrio de Palermo, en Buenos Aires, a los 58 años de edad, víctima de una úlcera sangrante.

## Grupos y solistas importantes con los cuales tocó
- 1966-1967: Los Halcones
- 1967-1971: Los Gatos
- 1971: Huinca
- 1972-1974/1995: Color Humano
- 1974: León Gieco y la banda de los caballos cansados
- 1974/1975: Porsuigieco, Sui Generis
- 1976-1977: La Máquina de Hacer Pájaros
- 1978-1982/1992-1993: Serú Girán
- 1983: Celeste Carballo
- 1983-1984: Moro Satragni
- 1984: Alejandro Lerner
- 1985-1986: Riff
- 1986-1987: Nito Mestre
- 1995: Fabiana Cantilo
- 1996: Silvina Garré
- 1998: Pedro Aznar

## Discografía
| Disco                          | Banda                       | Año                                     | Tipo                                                             |
| ------------------------------ | --------------------------- | --------------------------------------- | ---------------------------------------------------------------- |
| Los Gatos                      | Los Gatos                   | 1967                                    | Estudio                                                          |
| Los Gatos                      | Los Gatos                   | 1968                                    | Estudio                                                          |
| Seremos amigos                 | Los Gatos                   | 1968                                    | Estudio                                                          |
| Beat N° 1                      | Los Gatos                   | 1969                                    | Estudio                                                          |
| Rock de la mujer perdida       | Los Gatos                   | 1970                                    | Estudio                                                          |
| En vivo y en estudio           | Los Gatos                   | 1971 (se edita en 1987)                 | En vivo y en estudio                                             |
| Nebbia's Band                  | Litto Nebbia                | 1971                                    | Estudio                                                          |
| Huinca                         | Litto Nebbia                | 1972                                    | Estudio                                                          |
| Muerte en la Catedral          | Litto Nebbia                | 1973                                    | Estudio                                                          |
| Color Humano II                | Color Humano                | 1973                                    | Estudio                                                          |
| Color Humano III               | Color Humano                | 1973                                    | Estudio                                                          |
| PorSuiGieco                    | PorSuiGieco                 | 1976                                    | Estudio                                                          |
| La Máquina de Hacer Pájaros    | La Máquina de Hacer Pájaros | 1976                                    | Estudio                                                          |
| Humanos                        | Pastoral                    | 1976                                    | Estudio                                                          |
| El fantasma de Canterville     | León Gieco                  | 1977                                    | Estudio                                                          |
| Películas                      | La Máquina de Hacer Pájaros | 1977                                    | Estudio                                                          |
| Billy Bond and the Jets        | Billy Bond and the Jets     | 1978                                    | Estudio                                                          |
| Serú Girán                     | Serú Girán                  | 1978                                    | Estudio                                                          |
| La grasa de las capitales      | Serú Girán                  | 1979                                    | Estudio                                                          |
| Bicicleta                      | Serú Girán                  | 1980                                    | Estudio                                                          |
| Yo no quiero volverme tan loco | Serú Girán                  | 1981 (disco doble, se edita en el 2000) | En vivo                                                          |
| Peperina                       | Serú Girán                  | 1981                                    | Estudio                                                          |
| No llores por mí, Argentina    | Serú Girán                  | 1982                                    | En vivo                                                          |
| Moro-Satragni                  | Moro-Satragni               | 1983                                    | Estudio                                                          |
| Ciudad de tonos lejanos        | Carlos Cutaia               | 1983                                    | Estudio                                                          |
| Todo a pulmón                  | Alejandro Lerner            | 1983                                    | Estudio                                                          |
| Luciano el Marciano            | Luciano el Marciano         | 1984                                    | Estudio                                                          |
| Riff VII                       | Riff                        | 1985                                    | Estudio                                                          |
| Detectives                     | Fabiana Cantilo             | 1985                                    | Estudio                                                          |
| Riff 'N Roll                   | Riff                        | 1987                                    | En vivo                                                          |
| Reunión secreta en TMA         | Serú Girán                  | 1988                                    | Improvisación en estudio de grabación (no oficial)               |
| Serú '92                       | Serú Girán                  | 1992                                    | Estudio                                                          |
| En vivo                        | Serú Girán                  | 1993                                    | En vivo (disco doble, grabado en los recitales en River de 1992) |
| En el Roxy                     | Color Humano                | 1995                                    | En vivo                                                          |